# 钱学格
钱学格（1937年11月—），男，浙江杭州人，中国影视表演教育家，北京电影学院表演学院教授、研究生导师，曾任中国电影家协会理事。

## 影视作品
- 《郑和下西洋》饰演方孝孺
- 《雍正王朝》饰演 李绂
- 《走向共和》饰演 奕譞
- 《乾隆王朝》饰演 朱珪